# Maritim Clubhotel
Das ehemalige Maritim Clubhotel (Eigenschreibweise Maritim ClubHotel) liegt in Timmendorfer Strand und ist mit einer Höhe von 101 Metern und 32 Etagen nach dem Maritim Travemünde im Lübecker Stadtteil Travemünde (119 Meter) das zweithöchste Hochhaus sowie Hotel in Schleswig-Holstein und eines der höchsten Hotels in Deutschland. In den unteren fünf Etagen sind Hotelzimmer untergebracht, in den Etagen darüber Appartements. Außerdem verfügt das Hochhaus über eine eigene Anfahrtsstraße, Tennisplätze und ein Schwimmbad.
Bis 2021 gehörte das gesamte Maritim ClubHotel Timmendorfer Strand der Maritim Hotelgesellschaft, der auch das Maritim Travemünde gehört. Seit dem 1. Juli 2021 betreibt sie jedoch nur noch die Appartements in den oberen Etagen. Die fünf unteren Etagen, die das Hotel beherbergen, wurden aufgrund von Umsatzeinbrüchen während der COVID-19-Pandemie an die Plaza Hotelgroup verkauft. Seitdem heißt das Hotel PLAZA Premium Timmendorfer Strand.